# Castelo de Rothesay

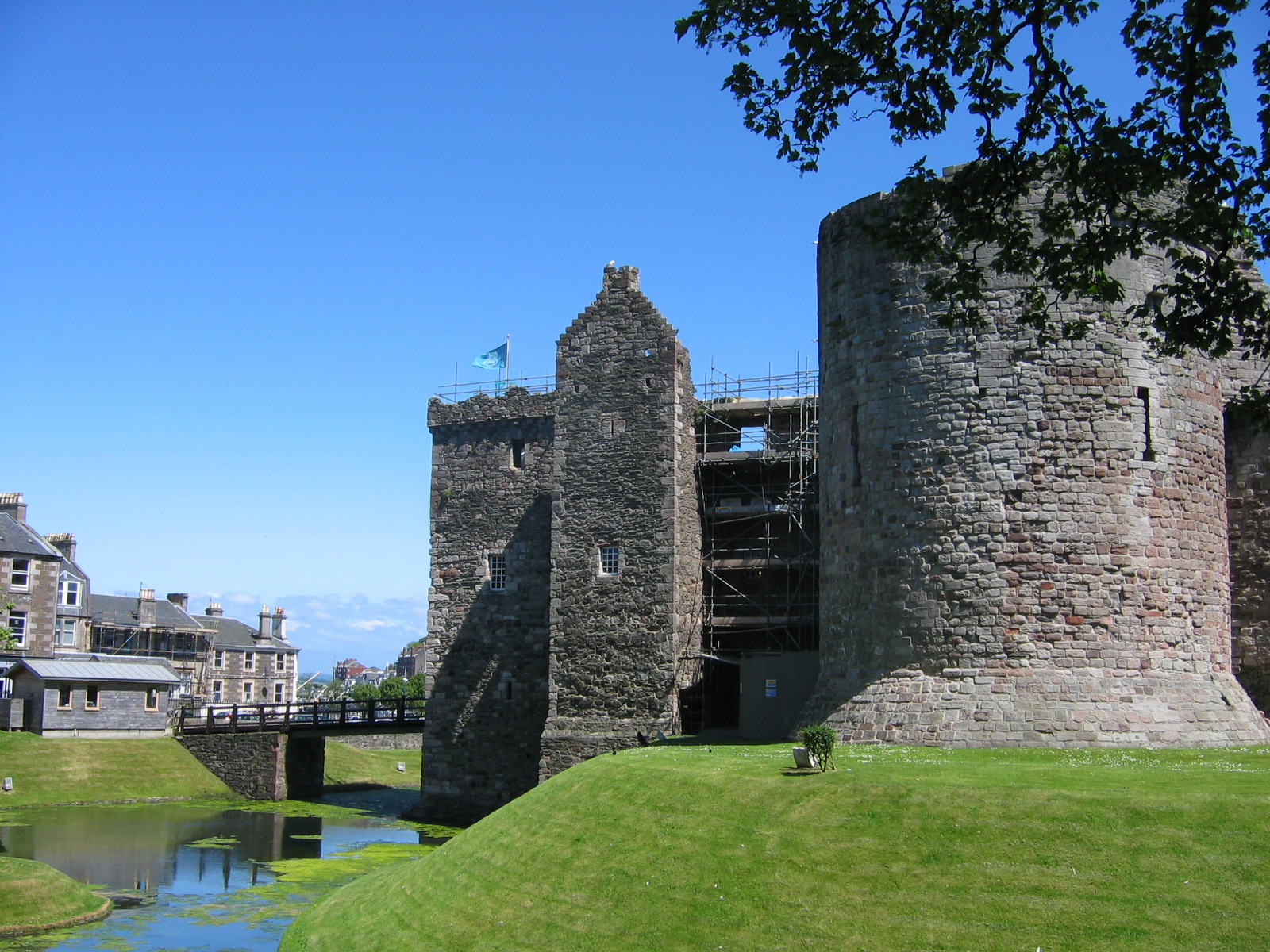
Castelo de Rothesay, Escócia.

O Castelo de Rothesay localiza-se em Rothesay, na ilha de Bute, no centro da região de Rothesay, Argyll e Bute, na Escócia.
Erguido no século XII - embora haja quem afirme que aqui já existia uma fortificação em 1098 -, o castelo tem uma longa e estreita associação com os reis Stewart, na Escócia, que dariam origem à Casa de Stuart.
Tem história turbulenta desde que, em 1230, foi capturado por invasores Viquingues, foi palco da morte de Roberto III da Escócia em 1406, e destruído na Rebelião de Argyll em 1685.
No final do século XIX, teve início a sua restauração sob o patrocínio do terceiro Marquês de Bute. Mais recentemente, em 1961, o castelo foi entregue à organização Historic Scotland.
Destaca-se por sua incomum planta circular e por ser um dos poucos, no país, que ainda é rodeado por um fosso. É acedido por barco, a partir da baía de Wemyss.